# Sarah, hertuginde af York
Sarah, hertuginde af York (Sarah Margaret, født Ferguson) (født 15. oktober 1959 i London) er et tidligere medlem af det britiske kongehus. Hun er også kendt som Fergie.
Hun er beskytter af velgørenhedsorganisationer, talsperson, forfatter, filmproducent og mediapersonlighed.

## Familie
Sarah Margaret Ferguson er datter af Susan Mary Wright (1937 – 1998) og godsejer, major Ronald Ferguson (1931 – 2003), der ejede Dummer Down Farm i Hampshire. I en stor del af sin barndom boede Sarah Ferguson på Dummer Down Farm.
Hun var svigerdatter til dronning Elizabeth 2. af Storbritannien og prinsgemalen Prins Philip, hertug af Edinburgh.

## Ægteskab
23. juli 1986 giftede Sarah Margaret Ferguson sig med prins Andrew i Westminster Abbey i London. 
På bryllupsdagen fik brudeparret nye titler. Prins Andrew blev Hans Kongelige Højhed Prins Andrew, hertug af York, mens Sarah blev Hendes Kongelige Højhed hertuginden af York.
Parret blev separeret i 1992 og skilt i 1996.
I tiden efter deres skilsmisse har hertugen og hertuginden ofte haft fælles adresse, når de har været i England. Indtil 2004 var det Sunninghill House nær Windsor Slot. Fra 2008 er deres fælles adresse Royal Lodge fem km fra Windsor Slot.

## Børn
I hertugen og hertuginden af York har to døtre:
- Prinsesse Beatrice af York, født 1988. I 1988-2015 var hun den første (dvs. højst placerede) kvinde i den britiske tronfølge.
- Prinsesse Eugenie af York, født 1990. I 1990-2015 var hun den  den anden kvinde i den britiske tronfølge.

Da Prinsesse Charlotte af Cambridge blev født den 2. maj 2015 blev prinsesse Beatrice nummer syv i arvefølgen, mens prinsesse Eugenie blev nummer otte . 

## Titler
- 15. oktober 1959 – 23. juli 1986: Frøken (miss) Sarah Margaret Ferguson
- 23. juli 1986 – 30. maj 1996: Hendes kongelige højhed Hertuginden af York
- 30. maj 1996 – 21. august 1996: Hendes kongelige højhed Sarah, hertuginde af York
- 21. august 1996 – nu: Sarah, hertuginde af York

Under sit ægteskab var Sarah Fergusons lange titel: Hendes kongelige højhed Prinsesse Andrew[kilde mangler], hertuginde af York, grevinde af Inverness, baronesse Killyleagh.